# بن‌بست (فیلم ۱۳۵۶)
بن‌بست فیلمی به کارگردانی و نویسندگی پرویز صیاد که در سال ۱۳۵۶ ساخته شد. این فیلم بر اساس داستان کوتاهی از آنتوان چخوف به نام «نقل از دفتر خاطرات یک دوشیزه» است. بن بست به تهیه‌کنندگی پرویز صیاد محصول تعاونی کانون سینماگران بوده است.

## طرح
دختر جوانی، مری آپیک، با مادرش، آپیک یوسفیان زندگی می‌کند. خانهٔ آن‌ها در انتهای کوچهٔ بن‌بستی است. در روزی بارانی دختر دارد از پشت پنجره کوچه را نگاه می‌کند که متوجه می‌شود مردی، پرویز بهادر دارد خانهٔ آن‌ها می‌پاید او چتر به‌دست زیر باران ایستاده‌است و به پنجرهٔ اتاق او نگاه می‌کند. طی چند روز این وضع تکرار می‌شود و هر روز آن مرد در کوچه خانهٔ دختر را می‌پاید. دختر که تصور می‌کند مرد به او علاقه‌مند است به او نزدیک و علاقه‌مند می‌شود.

## بازیگران و نقش‌ها
اسامی بازیگران فیلم بن‌بست به ترتیب نمایش در عنوان‌بندی آغازین فیلم   :
| شمارگان | بازیگران      | نقش‌ها                    | گویندگان     | توضیحات                 |
| ------- | ------------- | ------------------------ | ------------ | ----------------------- |
| ۱       | مری آپیک      | سیمین، دختر جوان         | زهره شکوفنده |                         |
| ۲       | آپیک یوسفیان  | مادر سیمین               | سیمین سرکوب  |                         |
| ۳       | بهمن زرین‌پور  | سیامک، برادر سیمین       | بهمن زرین‌پور |                         |
| ۴       | پرویز بهادر   | مرد ناشناس، مأمور امنیتی | پرویز بهادر  |                         |
| ۵       | منصوره شادمنش | سوری، دوست سیمین         | مینو غزنوی   |                         |
| ۶       | پری امیرحمزه  | مادر سوری                |              | در تیتراژ نیامده        |
| ۷       | محسن سلیمی    |                          |              | در تیتراژ نیامده        |
| ۸       | عباس وثوق     |                          |              | در تیتراژ نیامده        |
| ۹       | احمد شاملو    | شاعر، گوینده رادیو       | احمد شاملو   | در تیتراژ با عنوان شاعر |

* اسامی داخل کروشه در عنوان بندی و یا پوستر درج نشده‌اند.
فیلم بن‌بست با مدیریت پرویز بهادر دوبله شده است. دیگر گویندگان در نقشهای فرعی شامل: ژرژ پطرسی (کتابفروشی) و مظفر گرایی هستند.

## تولید
- آغاز تولید فیلم: شهریور ۱۳۵۵ [۵]

## عوامل فیلم[۲]
- مدیر فیلم‌برداری: هوشنگ بهارلو
- فیلمبردار: احمد ابراهیمی
- کمک فیلمبردار: محمد بخشی (بخش)

گروه تدوین
- تدوین: روح‌الله امامی

گروه صحنه و لباس
- صحنه‌پرداز: امیرفرخ تهرانی
- مدیر صحنه: مهدی بهمن‌پور

گروه موسیقی
- آهنگساز: مجتبی میرزاده
- شعر: احمد شاملو*
- دکلمه شعر: احمد شاملو

گروه تدارکات و امور فنی
- مدیر تدارکات: عباس وثوق
- دستیار تدارکات: خسرو زنگباری (در تیتراژ نیامده)
- کارکنان فنی: کریم مرآئی و یوسف وظیفه

* شعر بر سرمای درون از کتاب ابراهیم در آتش، ۱۳۵۱

## جوایز
- مری آپیک، برنده جایزه بهترین بازیگر زن از دهمین جشنواره بین‌المللی فیلم مسکو در ۱۶-۳۰ تیرماه ۱۳۵۶ (۷-۲۱ جولای ۱۹۷۷) [۶] [۷]